# Edna E. Lockwood
L' Edna E. Lockwood est un bugeye de la baie de Chesapeake, le dernier bateau ostréicole en état de marche de son genre. Il est désormais amarré au Chesapeake Bay Maritime Museum à Saint Michaels dans le Maryland.

## Historique
Il a été construit en 1889 à Tilghman Island, une île de la baie de Chesapeake, par John B. Harrison et est construit en neuf rondins, semblable au log canoe , et a été lancé le 5 octobre 1889. C'est un voilier à deux-mâts inclinés vers l'arrière (grand-mât de 14 m et misaine de 15 m) qui est aussi équipé d'une dérive
Le bateau a travaillé pour au moins sept ensembles de propriétaires de 1899 à 1967, puis a navigué comme yacht jusqu'à ce qu'il soit donné au musée en 1973.
Le musée a entrepris sa restauration complète de 1975 à 1979, pour le rendre à son état d'origine de 1910. C'est le dernier bugeye à conserver le gréement et l'apparence fonctionnelle du type. Il a été classé National Historic Landmark.

### Musée maritime de Chesapeake Bay
Il est maintenant une exposition permanente au Chesapeake Bay Maritime Museum à Saint Michaels, qui possède aussi :
- le E.C. Collier, autre voilier de pêche typique de la baie de Chesapeake de type skipjack de 1910,
- l'Edmee S., un log canoe des années 1930.

L'identité de son nom Edna E. Lockwood reste inconnue. Le bateau est maintenu en état de navigation et navigue dans la baie de Chesapeake pour des événements spéciaux.

## Galerie

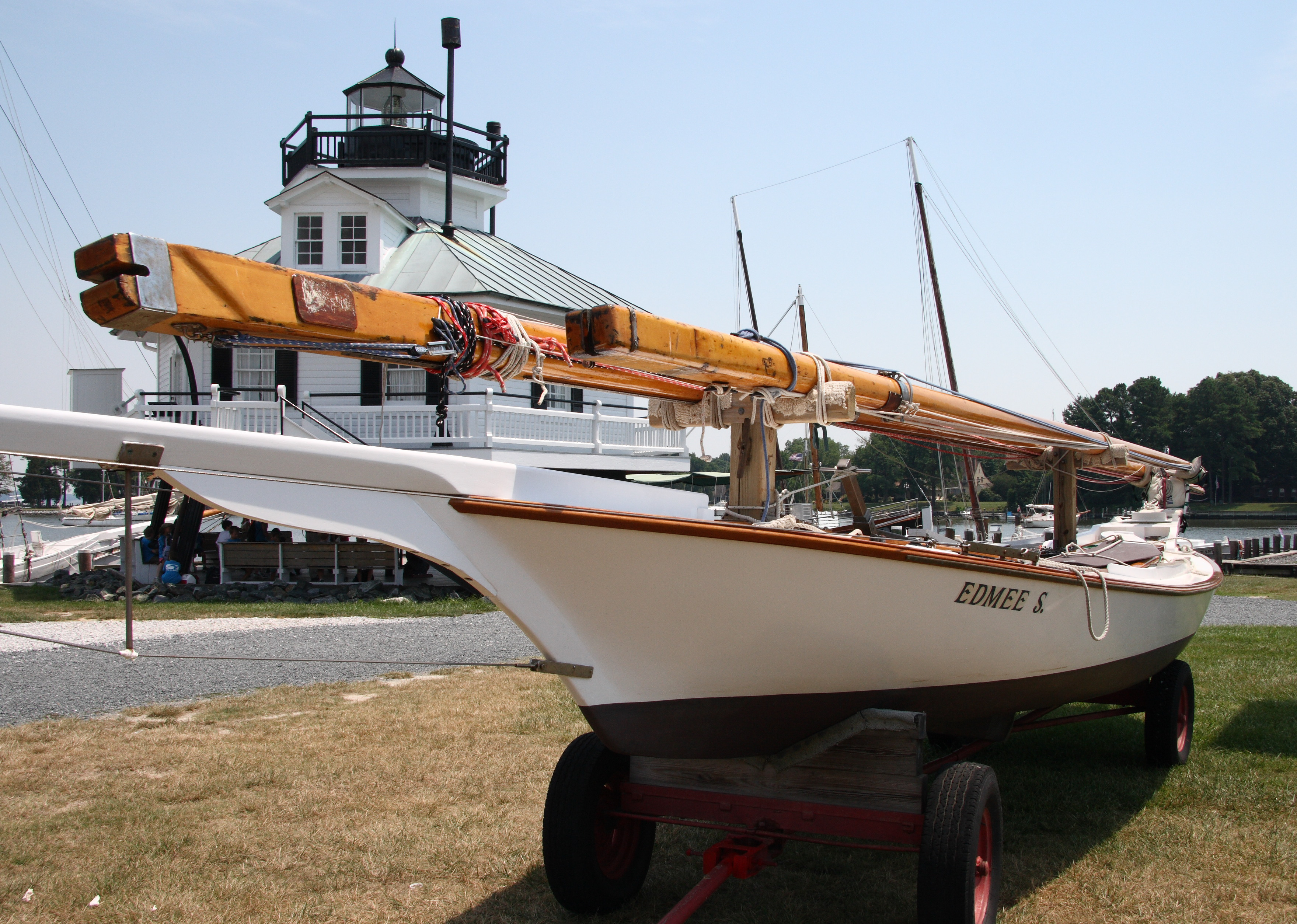
Edmee S.
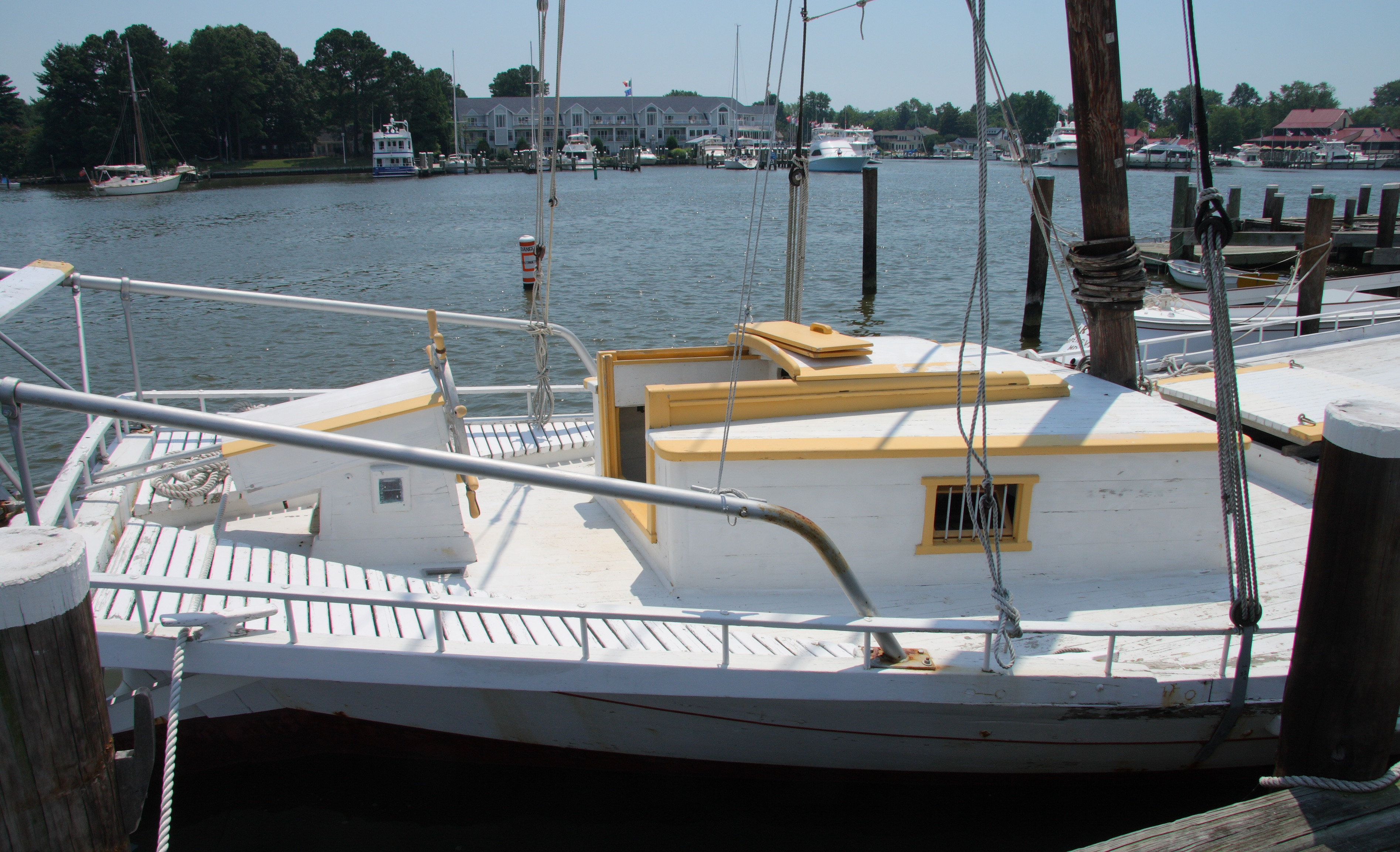
Edna E. Lockwood